# Hokej na lodzie na Zimowej Olimpiadzie Machabejskiej 1933
Hokej na lodzie na Zimowej Olimpiadzie Machabejskiej 1933 – 1. edycja turnieju hokejowego na Makabiadzie. Turniej odbył się w dniach 3-5 lutego na "Stadionie Małym" przy ul. Kościuszki w Zakopanem. Z powodu złych warunków atmosferycznych turnieju nie dokończono. Puchar wędrowny organizacji B’nai B’rith przyznano jako zwycięzcy Austrii, którą reprezentowali zawodnicy klubu Hakoah Wiedeń.

## Formuła
W dniach 14 i 15 stycznia 1933 roku w ramach obchodów 25-lecia Hasmonei Lwów, odbył się turniej eliminacyjny na Makkabiade, który miał wyłonić skład polskiej drużyny. Udział wzięły Makkabi Kraków, ŻASS Warszawa, Hasmonea Lwów i Dror Lwów.
Wyniki turnieju eliminacyjnego
- Hasmonea Lwów - Dror Lwów 2:0[3]
- Makkabi Kraków - ŻASS Warszawa 2:2[3]
- Makkabi Kraków - Dror Lwów 4:0[3]
- Hasmonea Lwów - ŻASS Warszawa 2:0[3]
- ŻASS Warszawa - Dror Lwów 0:0
- Hasmonea Lwów - Makkabi Kraków 4:1[4]

Skład drużyny Polskiej
- Tannenbaum - Hasmonea Lwów
- Bergler - Makkabi Kraków
- Rosner - Makkabi Kraków
- "Bronek" - Makkabi Kraków
- Schlaff - Hasmonea Lwów
- Censor - Makkabi Kraków
- Bergmann - Makkabi Kraków
- Bartmann - Hasmonea Lwów
- Finkelstein - Hasmonea Lwów
- Brenner - Makkabi Kraków
- Wortmann - Hasmonea Lwów
- Rassner - ŻASS Warszawa
- Glicenstein - Makkabi Łódź

## Wyniki
| 3 lutego 1933 | Austria | 3:0 | Rumunia | Stadion Mały przy ul. Kościuszki, Zakopane |

| Godzina: 20:00 | Rosenfeld, Donat, Rehmann | (3:0, 0:0, 0:0) |  | Widzów: 5.000 Sędzia główny: mgr. Osiek (Krakow) |

| 5 lutego 1933 | Polska | 2:0 | Rumunia | Stadion Mały przy ul. Kościuszki, Zakopane |

|  | 2 x Censor | (0:0, 0:0, 2:0) |  |  |